# 제임스 팔리

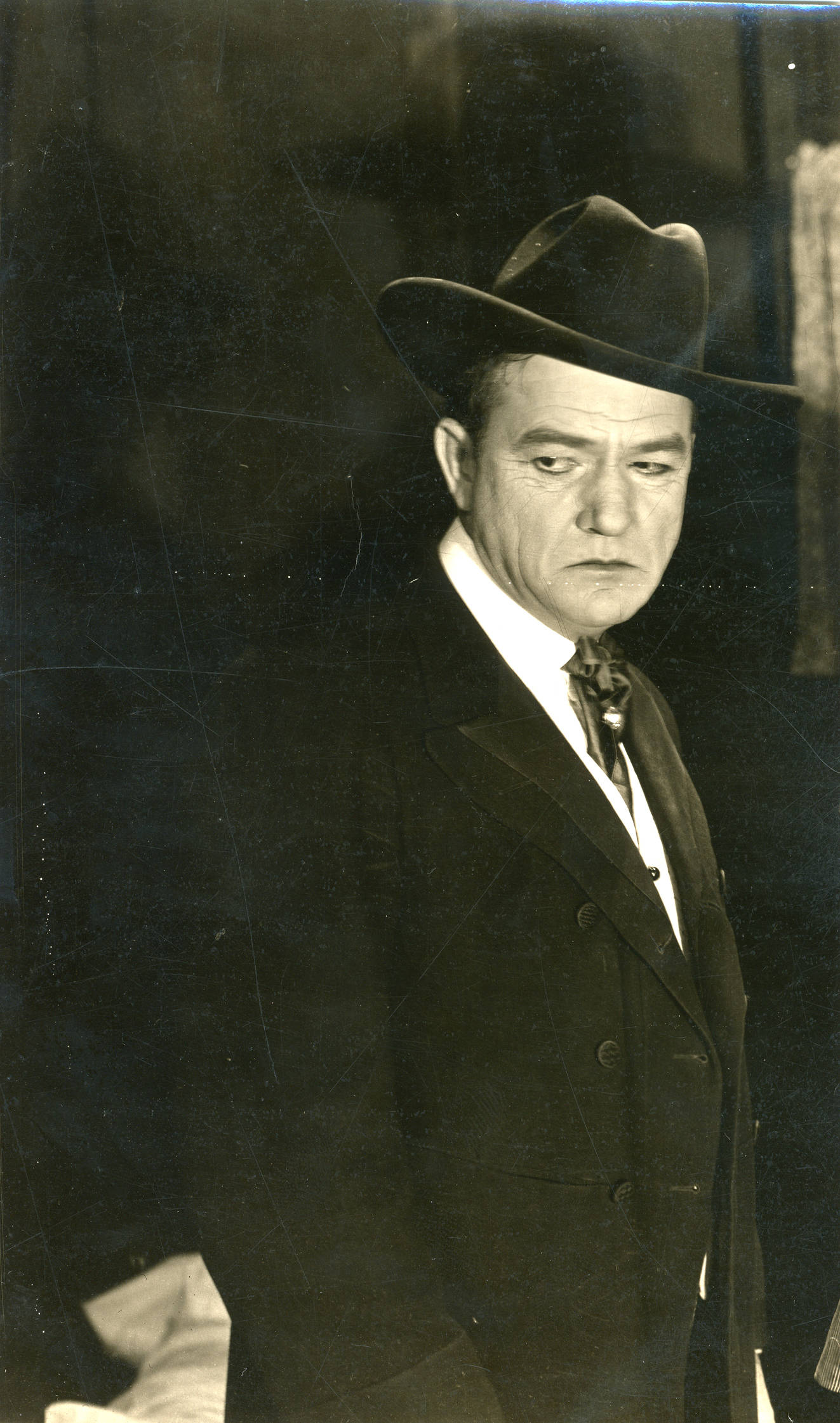

제임스 팔리(James Farley, 1882년 1월 8일 ~ 1947년 10월 12일)는 미국의 배우이다.

## 생애
1882년 1월 8일 아칸소 주 월드론에서 태어난 팔리는 1916년 무성 영화 "Sins of Her Parent"로 영화 데뷔를 했다. 30년의 영화 경력 동안 그는 175편 이상의 장편 영화를 포함하여 200편 이상의 영화와 단편영화에 출연했다. 팔리는 죽을 때까지 일했다. 그의 마지막 영화인 1948년 더 맨 프롬 섹사스(The Man from Texas)가 사망한 후 개봉되었다. 영화 제작은 1947년 6월 초에 끝났고 팔리는 직후인 1947년 10월 12일 캘리포니아주 파코이마에서 사망했다.

## 영화
- 버드맨 (2014년)
- 제너럴 (1926년 영화)
- 왕중왕 (1927년 영화)
- 캡틴 재뉴어리
- 밀키 웨이 (1936년 영화)
- 페트리파이드 포레스트
- 샌프란시스코 (영화)
- 더럽혀진 얼굴의 천사
- 우리 집의 낙원
- 닷지 시티 (영화)
- 대평원 (영화)
- 버지니아 시티 (영화)
- 악마와 다니엘 웹스터
- 아이 원티드 윙스
- 백주의 탈출
- 야구왕 루 게릭
- 데이 워 익스펜더블
- 사랑의 결단
- 리브 허 투 헤븐
- 포스트맨은 벨을 두 번 울린다 (1946년 영화)